# Списак округа Јуте
У савезној држави Јута постоји 29 округа. Првобитно је постојало седам округа у привременој Пустињској Држави из 1849: Округ Дејвис, Округ Ајрон, Округ Санпит, Округ Солт Лејк, Округ Туеле, Округ Јута и Округ Вибер. Територија Јута је формирана 1851. а прва територијална скупштина је заседала 1851—1852. Прва скупштина је поново формирала првобитне округе из Пустињске Државе по територијалном закону, и успоставила три нова округа: Округ Џуаб, Округ Милард и Округ Вашингтон. Територијална скупштина Јуте је остале округе успоставила у периоду између 1854. и 1894. сем Округа Дагет и Округа Дукејн. Ова два округа су формирана плебисцитом и гувернерском прокламацијом када је Јута постала држава. Данашњи округ Дукејн је формиран на подручју индијанског резервата који је формиран 1861. Резерват је отворен за досељенике који су по закону (Homestead Act) имали право на бесплатну земљу 1905. а округ је формиран 1913. Услед лоших путева и временских услова, становници данашњег округа Дагет су морали да путују 640 до 1.300 km да обављају послове у Верналу, седишту округа Јуинта. Године 1917. становништво округа Јуинта изјаснило се за формирање округа Дагет.
По подацима са пописа 2010, Јута има 2.763.885 становника. Преко 75% становника Јуте је концентрисано у четири округа у области око планинског ланца Восач. То су окрузи Солт Лејк, Јута, Дејвис и Вибер. Округ Солт Лејк је највећи округ у држави са 1.029.655 становника, а прате га округ Јута са 516.564, округ Дејвис са 306.479 и округ Вибер са 231.236 становника. Округ Дагет има најмање становника, само 1.059. По површини је највећи округ Сан Хуан са 20.256 km², а најмањи је округ Дејвис са 787 km².
Савезни стандард за обраду информација (ФИПС) код који користи Влада Сједињених Држава да јединствено одређује државе и округе је дат уз сваки округ. ФИПС код за Јуту је 49, што када се споји са кодом за одређени округ даје 49XXX. У табели испод, сваки ФИПС код представља везу ка тренутним пописним подацима за одговарајући округ.

## Окрузи
| Округ            | ФИПС код &#13; | Седиште округа &#13; | Успостављен &#13; | Формиран из &#13;                  | Добио име по | Становништво (2010) | Површина (2010) | Мапа |
| ---------------- | -------------- | -------------------- | ----------------- | ---------------------------------- | --- | ------------------- | --------------- | --- |
| Округ Бивер      | 001            | Бивер                | 1856              | дела Округа Ајрон                  | обиљу даброва (енгл. beaver) у овој области | 6.629               | 6.708 km2       | [[Слика:Map of Utah highlighting Beaver County.svg\|100px\|alt={{{Alt\|Мапа државе са истакнутим округом Бивер.\|Мапа државе са истакнутим округом Бивер.]]              |
| Округ Бокс Елдер | 003            | Бригам Сити          | 1856              | дела Округа Вибер                  | мноштву стабала јасенолисног јавора (лат. Acer negundo, енгл. Box Elder) која расту у овој области | 49.975              | 14.825 km2      | [[Слика:Map of Utah highlighting Box Elder County.svg\|100px\|alt={{{Alt\|Мапа државе са истакнутим округом Бокс Елдер.\|Мапа државе са истакнутим округом Бокс Елдер.]] |
| Округ Каш        | 005            | Логан                | 1857              | дела Округа Вибер                  | крзнарској индустрији | 112.656             | 3.017 km2       | [[Слика:Map of Utah highlighting Cache County.svg\|100px\|alt={{{Alt\|Мапа државе са истакнутим округом Каш.\|Мапа државе са истакнутим округом Каш.]]                   |
| Округ Карбон     | 007            | Прајс                | 1894              | дела Округа Емери                  | обилним налазиштима угља у округу. | 21.403              | 3.831 km2       | [[Слика:Map of Utah highlighting Carbon County.svg\|100px\|alt={{{Alt\|Мапа државе са истакнутим округом Карбон.\|Мапа државе са истакнутим округом Карбон.]]            |
| Округ Дагет      | 009            | Манила               | 1919              | дела округа Јуинта                 | Елсворту Дагету (1810—1880), првом главном геодету Јуте | 1.059               | 1.808 km2       | [[Слика:Map of Utah highlighting Daggett County.svg\|100px\|alt={{{Alt\|Мапа државе са истакнутим округом Дагет.\|Мапа државе са истакнутим округом Дагет.]]             |
| Округ Дејвис     | 011            | Фармингтон           | 1850              | првобитни округ Држава Пустиње     | Данијелу К. Дејвису (1804-1850), капетану Мормонског батаљона | 295.332             | 787 km2         | [[Слика:Map of Utah highlighting Davis County.svg\|100px\|alt={{{Alt\|Мапа државе са истакнутим округом Дејвис.\|Мапа државе са истакнутим округом Дејвис.]]             |
| Округ Дукејн     | 013            | Дукејн               | 1913              | дела Округа Восач                  | нејасно; вероватно порекло је реч из језика Јута која се преводи као „мрачни кањон“, тврђави Форт Дукејн у Питсбургу (прво насеље у округу је била тврђава), искварено име индијанског поглавице, или име француског трапера и истраживача | 18.607              | 8.386 km2       | [[Слика:Map of Utah highlighting Duchesne County.svg\|100px\|alt={{{Alt\|Мапа државе са истакнутим округом Дукејн.\|Мапа државе са истакнутим округом Дукејн.]]          |
| Округ Емери      | 015            | Касл Дејл            | 1880              | дела Округа Санпит                 | Џорџу В. Емерију (1830-1909), гувернеру Територије Јута од 1875. до 1880. | 10.976              | 11.531 km2      | [[Слика:Map of Utah highlighting Emery County.svg\|100px\|alt={{{Alt\|Мапа државе са истакнутим округом Емери.\|Мапа државе са истакнутим округом Емери.]]               |
| Округ Гарфилд    | 017            | Пејнгвич             | 1882              | дела Округа Ајрон                  | Џејмсу А. Гарфилду (1831-1881), председнику Сједињених Држава 1881. | 5.172               | 13.401 km2      | [[Слика:Map of Utah highlighting Garfield County.svg\|100px\|alt={{{Alt\|Мапа државе са истакнутим округом Гарфилд.\|Мапа државе са истакнутим округом Гарфилд.]]        |
| Округ Гранд      | 019            | Моаб                 | 1890              | дела Округа Емери                  | Великој реци, која је у међувремену преименована у реку Колорадо | 9.225               | 9.536 km2       | [[Слика:Map of Utah highlighting Grand County.svg\|100px\|alt={{{Alt\|Мапа државе са истакнутим округом Гранд.\|Мапа државе са истакнутим округом Гранд.]]               |
| Округ Ајрон      | 021            | Парован              | 1850              | првобитни округ Држава Дезерет     | рудницима гвожђа западно од Сидар Ситија. | 46.163              | 8.542 km2       | [[Слика:Map of Utah highlighting Iron County.svg\|100px\|alt={{{Alt\|Мапа државе са истакнутим округом Ајрон.\|Мапа државе са истакнутим округом Ајрон.]]                |
| Округ Џуаб       | 023            | Нифај                | 1852              | првобитни округ Територије Јуте    | индијанској речи која се преводи као „жедна долина“ | 10.246              | 8.785 km2       | [[Слика:Map of Utah highlighting Juab County.svg\|100px\|alt={{{Alt\|Мапа државе са истакнутим округом Џуаб.\|Мапа државе са истакнутим округом Џуаб.]]                  |
| Округ Кејн       | 025            | Канаб                | 1864              | дела Округа Вошингтон              | Томасу Л. Кејну (1822-1883), војном официру Сједињених Држава који се залагао за насељавање Јуте Мормонима | 7.125               | 10.339 km2      | [[Слика:Map of Utah highlighting Kane County.svg\|100px\|alt={{{Alt\|Мапа државе са истакнутим округом Кејн.\|Мапа државе са истакнутим округом Кејн.]]                  |
| Округ Милард     | 027            | Филмор               | 1851              | првобитни округ Територије Јуте    | Миларду Филмору (1800-1874), председник Сједињених Држава од 1850. до 1853. | 12.503              | 17.068 km2      | [[Слика:Map of Utah highlighting Millard County.svg\|100px\|alt={{{Alt\|Мапа државе са истакнутим округом Милард.\|Мапа државе са истакнутим округом Милард.]]           |
| Округ Морган     | 029            | Морган               | 1862              | дела Округа Дејвис                 | Џедедаји Моргану Гранту (1816-1856), апостолу Цркве Исуса Христа светаца последњих дана | 9.469               | 1.577 km2       | [[Слика:Map of Utah highlighting Morgan County.svg\|100px\|alt={{{Alt\|Мапа државе са истакнутим округом Морган.\|Мапа државе са истакнутим округом Морган.]]            |
| Округ Пајут      | 031            | Џанкшон              | 1865              | дела Округа Бивер                  | урођеничком племену Пајут, које је живело у овој области | 1.556               | 1.963 km2       | [[Слика:Map of Utah highlighting Piute County.svg\|100px\|alt={{{Alt\|Мапа државе са истакнутим округом Пајут.\|Мапа државе са истакнутим округом Пајут.]]               |
| Округ Рич        | 033            | Рандолф              | 1864              | дела Округа Каш                    | Чарлсу К. Ричу (1809-1883), апостолу Цркве Исуса Христа светаца последњих дана | 2.264               | 2.665 km2       | [[Слика:Map of Utah highlighting Rich County.svg\|100px\|alt={{{Alt\|Мапа државе са истакнутим округом Рич.\|Мапа државе са истакнутим округом Рич.]]                    |
| Округ Солт Лејк  | 035            | Солт Лејк Сити       | 1849              | првобитни округ Пустињска Држава   | Великом сланом језеру, највећем термалном језеру на западној хемисфери | 1.029.665           | 1.909 km2       | [[Слика:Map of Utah highlighting Salt Lake County.svg\|100px\|alt={{{Alt\|Мапа државе са истакнутим округом Солт Лејк.\|Мапа државе са истакнутим округом Солт Лејк.]]   |
| Округ Сан Хуан   | 037            | Монтисело            | 1880              | делова округа Кејн, Ајрон и Пајут  | реци Сан Хуан, 640 километара дугачкој притоци реке Колорадо, која тече кроз јужни Колорадо и Јуту | 14.746              | 20.256 km2      | [[Слика:Map of Utah highlighting San Juan County.svg\|100px\|alt={{{Alt\|Мапа државе са истакнутим округом Сан Хуан.\|Мапа државе са истакнутим округом Сан Хуан.]]      |
| Округ Санпит     | 039            | Мантај               | 1849              | првобитни округ Пустињска Држава   | нејасно, можда по поглавици племена Јута који се звао Сан Пич | 27.882              | 4.113 km2       | [[Слика:Map of Utah highlighting Sanpete County.svg\|100px\|alt={{{Alt\|Мапа државе са истакнутим округом Санпит.\|Мапа државе са истакнутим округом Санпит.]]           |
| Округ Севир      | 041            | Ричфилд              | 1862              | дела Округа Санпит                 | реци Севир, 450 километара дугачкој реци у централној Јути | 20.802              | 4.947 km2       | [[Слика:Map of Utah highlighting Sevier County.svg\|100px\|alt={{{Alt\|Мапа државе са истакнутим округом Севир.\|Мапа државе са истакнутим округом Севир.]]              |
| Округ Самит      | 043            | Колвил               | 1854              | дела округа Солт Лејк и Грин Ривер | високој надморској висини терена у округу, у коме се налазе многи од највиших врхова у Јути | 36.324              | 4.846 km2       | [[Слика:Map of Utah highlighting Summit County.svg\|100px\|alt={{{Alt\|Мапа државе са истакнутим округом Самит.\|Мапа државе са истакнутим округом Самит.]]              |
| Округ Туеле      | 045            | Туеле                | 1849              | првобитни округ Пустињска Држава   | нејасно; или по поглавици племена Гошуте, Туила, или по биљци (енгл. ) која је расла у мочварама | 58.218              | 17.990 km2      | [[Слика:Map of Utah highlighting Tooele County.svg\|100px\|alt={{{Alt\|Мапа државе са истакнутим округом Туеле.\|Мапа државе са истакнутим округом Туеле.]]              |
| Округ Јуинта     | 047            | Вернал               | 1880              | дела Округа Восач                  | Јуинта групи племена Јуте које је живело у овој области | 32.588              | 11.595 km2      | [[Слика:Map of Utah highlighting Uintah County.svg\|100px\|alt={{{Alt\|Мапа државе са истакнутим округом Јуинта.\|Мапа државе са истакнутим округом Јуинта.]]            |
| Округ Јута       | 049            | Прово                | 1849              | првобитни округ Пустињска Држава   | Јути, шпанском називу за за племе Јута | 516.564             | 5.175 km2       | [[Слика:Map of Utah highlighting Utah County.svg\|100px\|alt={{{Alt\|Мапа државе са истакнутим округом Јута.\|Мапа државе са истакнутим округом Јута.]]                  |
| Округ Восач      | 051            | Хибер Сити           | 1862              | дела округа Јута и Санпит counties | индијанској речи која значи „планински пролаз“, а такође и по имену планинског венца Восач | 23.530              | 3.059 km2       | [[Слика:Map of Utah highlighting Wasatch County.svg\|100px\|alt={{{Alt\|Мапа државе са истакнутим округом Восач.\|Мапа државе са истакнутим округом Восач.]]             |
| Округ Вошингтон  | 053            | Сент Џорџ            | 1852              | првобитни округ Територије Јуте    | Џорџу Вашингтону (1732-1799), председнику Сједињених Држава од 1789. до 1797. | 138.115             | 6.286 km2       | [[Слика:Map of Utah highlighting Washington County.svg\|100px\|alt={{{Alt\|Мапа државе са истакнутим округом Вошингтон.\|Мапа државе са истакнутим округом Вошингтон.]]  |
| Округ Вејн       | 055            | Лоа                  | 1892              | дела Округа Пајут                  | Вејну Робинсону, сину политичара Вилиса Робинсона, кога је усмртио коњ док је са оцем путовао на законодавну седницу. | 2.589               | 7.195 km2       | [[Слика:Map of Utah highlighting Wayne County.svg\|100px\|alt={{{Alt\|Мапа државе са истакнутим округом Вејн.\|Мапа државе са истакнутим округом Вејн.]]                 |
| Округ Вибер      | 057            | Огден                | 1849              | првобитни округ Пустињска Држава   | реци Вибер, око 200 километара дугој притоци Великог сланог језера | 231.236             | 1.492 km2       | [[Слика:Map of Utah highlighting Weber County.svg\|100px\|alt={{{Alt\|Мапа државе са истакнутим округом Вибер.\|Мапа државе са истакнутим округом Вибер.]]               |

## Бивши окрузи
Десет округа Територије Јута који су некада постојали припојено је другим савезним државама или другим окрузима Јуте.
| Округ            | Успостављен | Укинут | Порекло имена | Тренутна локација                                                                                           |
| ---------------- | ----------- | ------ | --- | --- |
| Округ Карсон     | 1854.       | 1861.  | Добио име по реци Карсон, 240 km дугачкој реци у Невади и Калифорнији, која настаје у планинском венцу Сијера Невада | Невада |
| Округ Сидар      | 1856.       | 1862.  | Назван по бројним стаблима чемпреса (енгл. Cedar) који расту у овој области (ово су у ствари стабла клеке)                | Округ Јута                                                                                                  |
| Округ Дезерт     | 1852.       | 1862.  | Добио име по околној пустињи (енгл.                                                                                  | Округ Бокс Елдер, Округ Туеле и Невада                                                                      |
| Округ Грисвуд    | 1856.       | 1862.  | Добио име по биљци која расте у овој области                                                                         | Округ Бокс Елдер                                                                                            |
| Округ Грин Ривер | 1852.       | 1872.  | Добио име по реци Грин, 1.170 km дугачкој притоци реке Колорадо која тече кроз Вајоминг, Колорадо и Јуту             | Окрузи Каш, Вибер, Морган, Дејвис, Восач, Самит, Дукејн, Карбон и Јута и савезне државе Вајоминг и Колорадо |
| Округ Хамболт    | 1856.       | 1861.  | Добио име по реци Хамболт, 480 km дугачкој реци у Невади и најдужој реци у Великом Басену                            | Невада |
| Округ Малад      | 1856.       | 1862.  | Добио име по реци Малад.                                                                                             | Округ Бокс Елдер                                                                                            |
| Округ Рио Верџин | 1869.       | 1872.  | Добио име по реци Верџин, 260 km дугачкој притоци реке Колорадо, која тече кроз јужну Јуту и Неваду                  | Округ Вашингтон, Невада и Аризона                                                                           |
| Округ Сент Мерис | 1856.       | 1861.  | Добио име по реци Мериз (енгл. Mary's), која је касније преименована у реку Хамболт                                        | Невада |
| Округ Шамбип     | 1856.       | 1862.  | Добио име по локалном називу народа Гошут за језеро Раш                                                              | Округ Туеле                                                                                                 |